# Грин, Мод
Мод Грин (англ. Maud Green; 6 апреля 1492 — 1 декабря 1531) — английская аристократка, жена Томаса Парра, мать Екатерины Парр, шестой и последней жены короля Генриха VIII.

## Биография
Мод Грин принадлежала к богатому рыцарскому роду из Нортгемптоншира. Она родилась в 1492 году в семье сэра Томаса Грина и Джейн Фогг. Сэр Томас умер в 1506 году, и его владения были разделены между двумя дочерьми — Мод и Анной, женой Николаса Вокса, 1-го барона Бокса из Херроудена. Вскоре после 11 июня 1509 года Мод стала фрейлиной королевы Екатерины Арагонской, первой жены Генриха VIII.
С 1508 года Мод была замужем за Томасом Парром. В этом браке родились:
- Екатерина (1512—1548), жена сэра Эдуарда Бурга, Джона Невилла, 3-го барона Латимера, короля Англии Генриха VIII, Томаса Сеймура, 1-го барона Сеймура из Садли;
- Уильям (1513—1571), маркиз Нортгемптон;
- Анна (1515—1552), жена Уильяма Герберта, 1-го графа Пембрука.